# آندره پلتیه
آندره پلتیه (فرانسوی: Andrée Pelletier‎؛ زادهٔ ۲۴ اوت ۱۹۵۱) بازیگر و فیلم‌نامه‌نویس اهل کانادا است.
از فیلم‌ها یا مجموعه‌های تلویزیونی که وی در آن‌ها نقش داشته‌است می‌توان به نسخه سحرآمیز اشاره نمود.